# Hagtornskronmal
Hagtornskronmal (Bucculatrix bechsteinella) är en fjärilsart som först beskrevs av Georg Ludwig Scharfenberg 1805.  Hagtornskronmal ingår i släktet Bucculatrix, och familjen kronmalar. Arten är reproducerande i Sverige.

## Bildgalleri

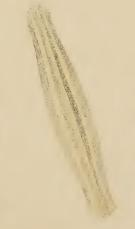
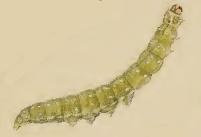
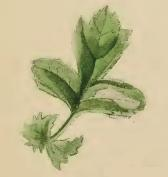
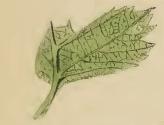
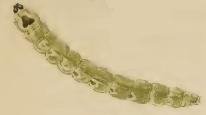